# Tunnel de la Puya
Le tunnel de la Puya est un tunnel de France, en Haute-Savoie, sur les communes d'Annecy et Sevrier. Initialement ferroviaire et emprunté par la ligne d'Annecy à Albertville, il est désormais fermé.
Il a existé différents projets de réutilisation de ce tunnel, notamment son intégration dans un contournement routier sud de l'agglomération d'Annecy.

## Tracé
Le tunnel de la Puya est long de 1,523 km. Il se trouve sur le tracé de l'ancienne ligne de chemin de fer Annecy - Ugine - Albertville (45,300 km),.
Le tunnel a été creusé pour permettre à la ligne de chemin de fer de franchir le promontoire rocheux de la Puya, un des contreforts du Semnoz, en sortie d'Annecy. Il relie le nord de Sevrier (quartier Beaurivage) au faubourg des Balmettes à Annecy.

## Histoire
Il a été mis en service le 3 juin 1901, lors de l'inauguration de la ligne de chemin de fer. Il a fermé au service voyageurs le 5 mai 1938 et à celui des marchandises en 1966.

## Galerie

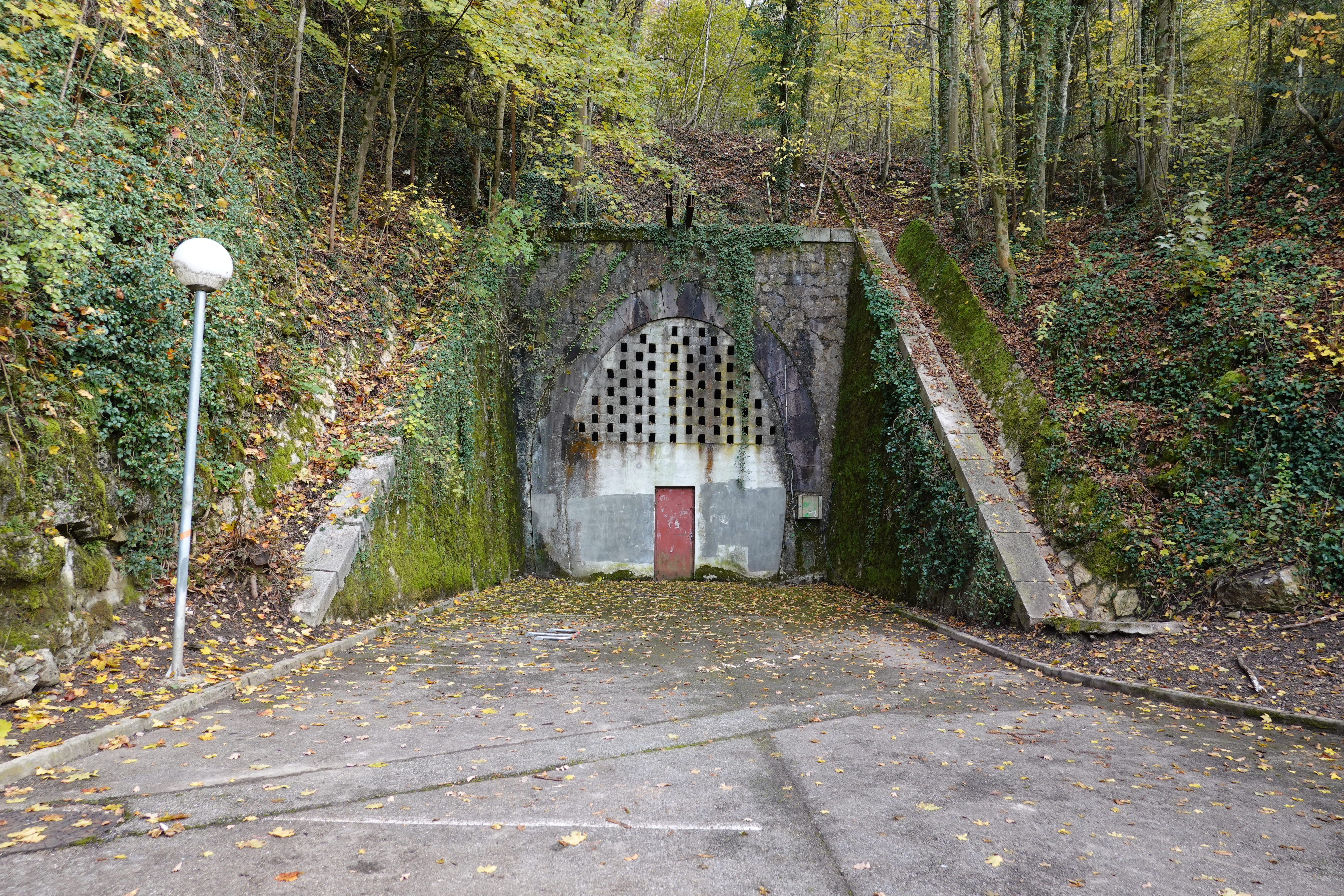
Entrée murée du Tunnel de la Puya côté Faubourg des Balmettes
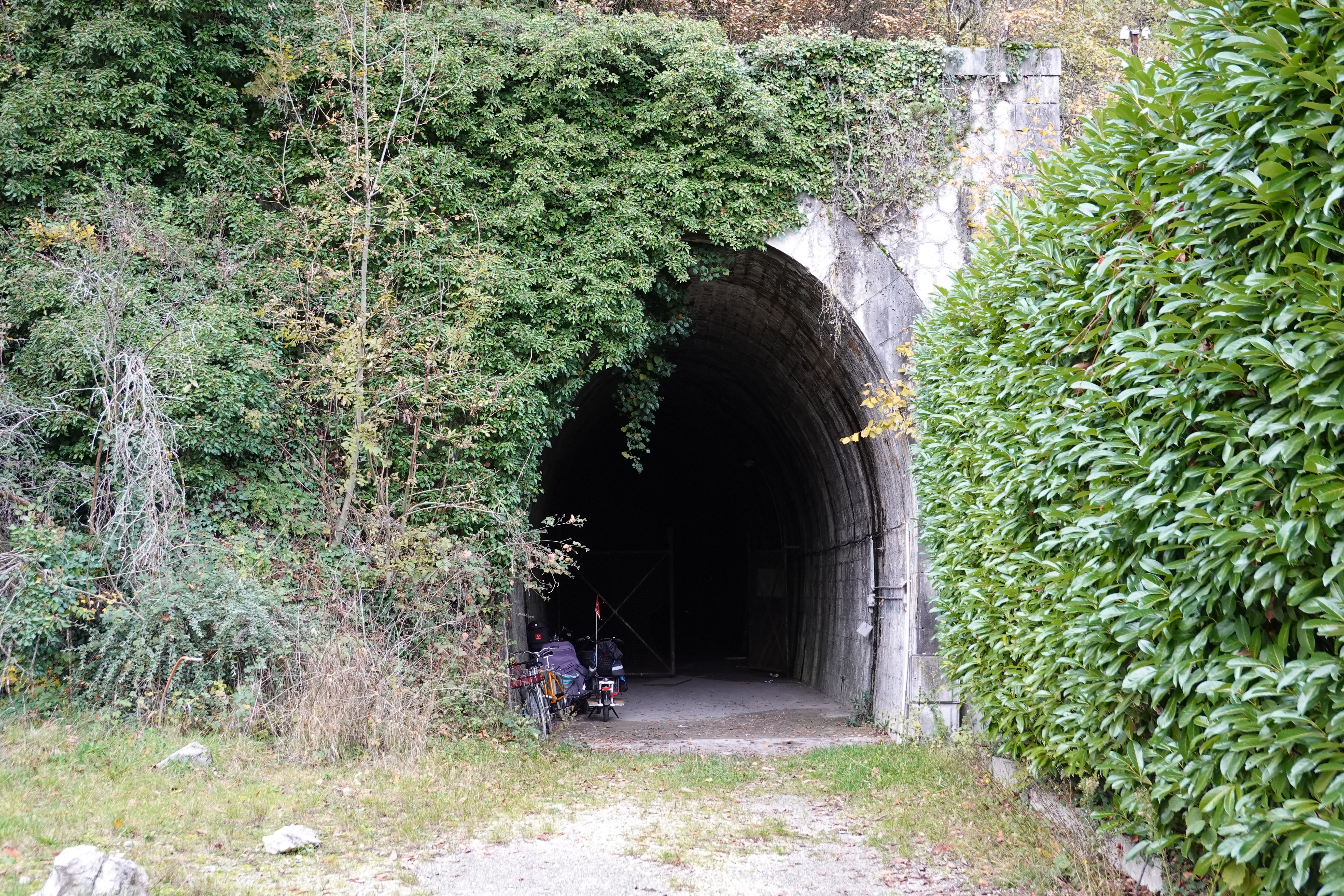
Entrée du Tunnel de la Puya côté Sevrier
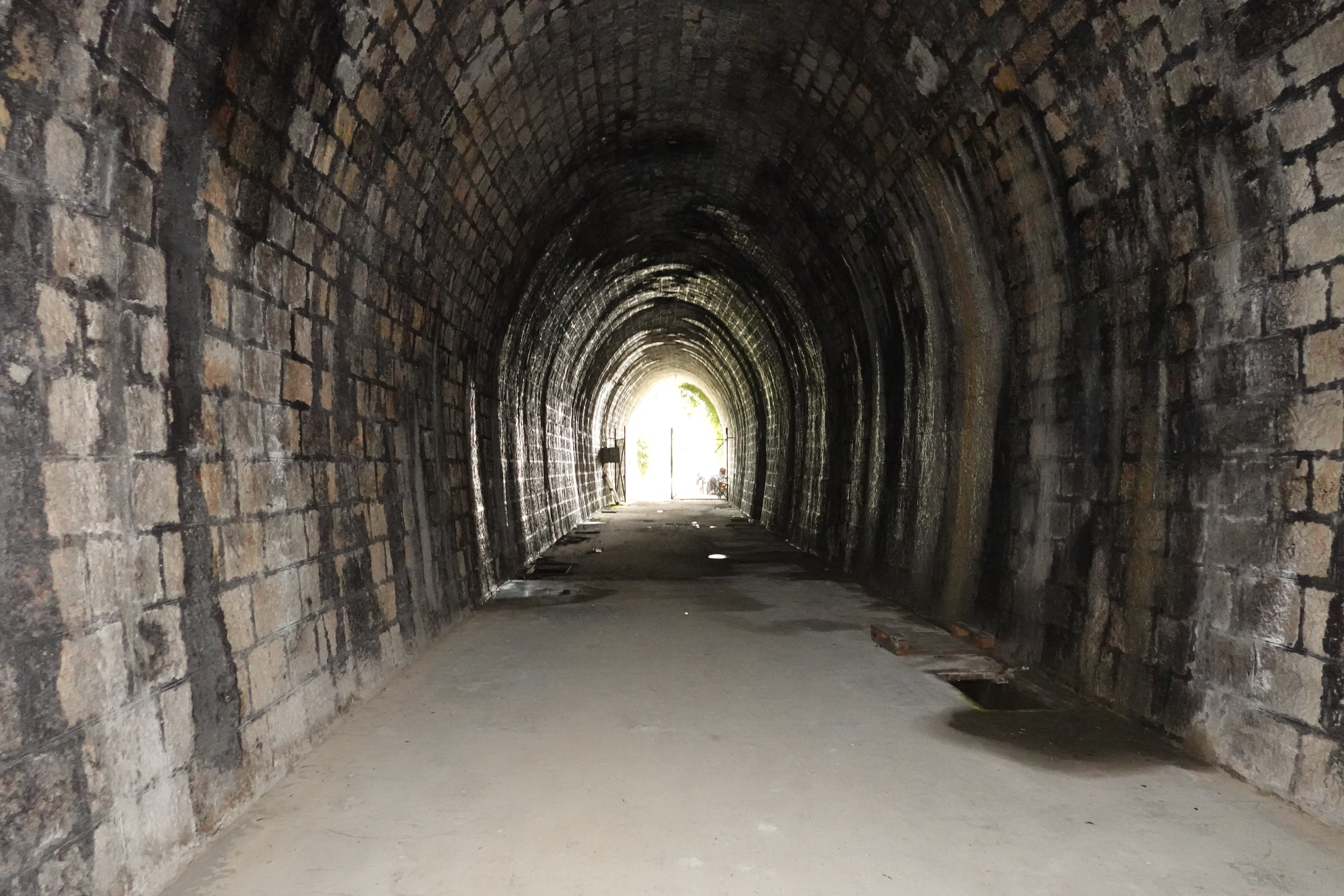
Tunnel de la Puya en direction de Sevrier
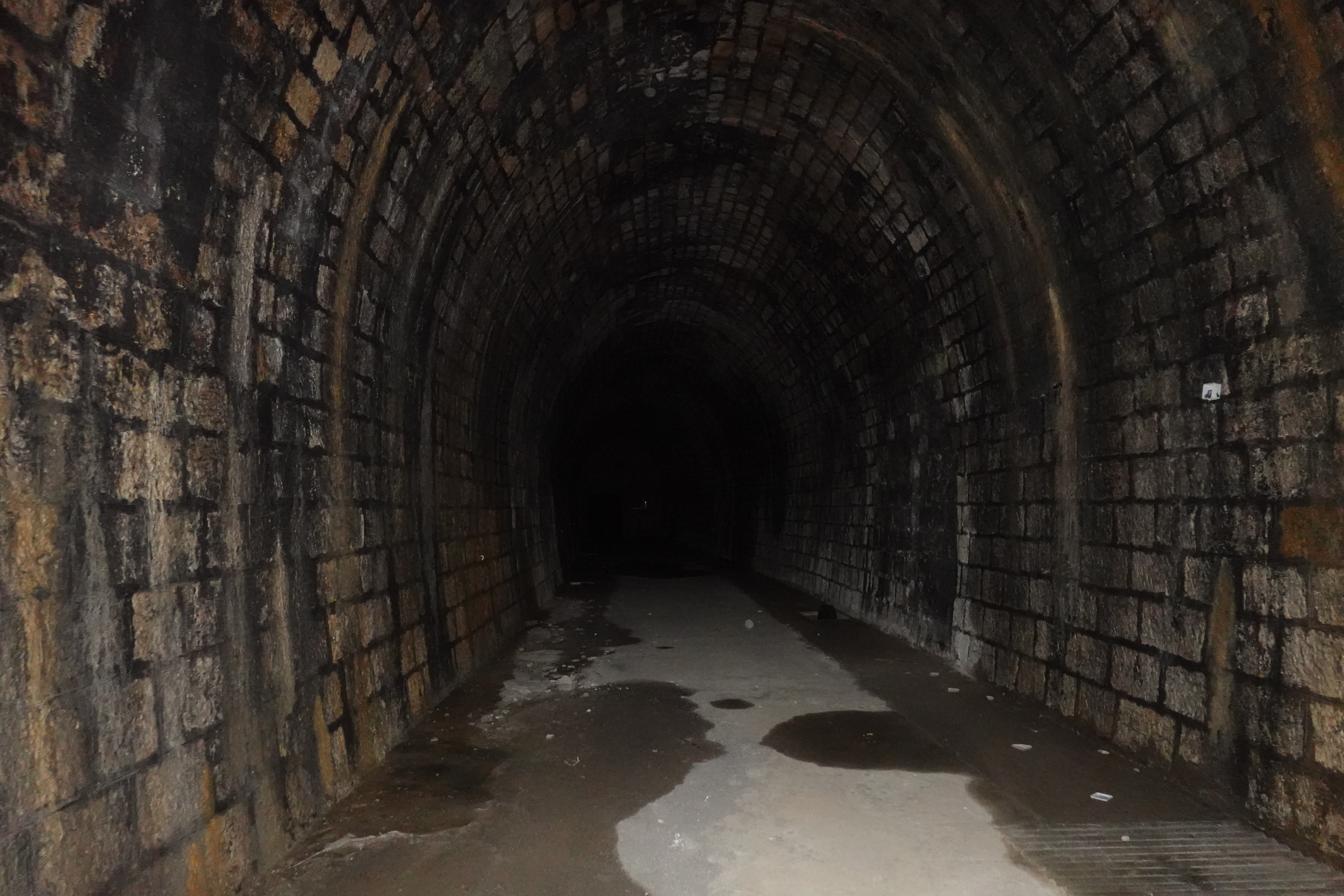
Tunnel de la Puya en direction du Faubourg des Balmettes